# Bukarest-Ilfov fejlesztési régió

A Bukarest-Ilfov fejlesztési régió elhelyezkedése

Romániában a Bukarest-Ilfov fejlesztési régióhoz Ilfov megye és a főváros, Bukarest tartozik. Területe 1821 négyzetkilométer, lakosainak száma 2005-ben 2 208 368 fő volt. Az ország fejlesztési régiói közül ez a legkisebb, de a legsűrűbben lakott is.
1998-ban hozták létre, feladata a fejlesztési projektek összehangolása, és az Európai Uniós támogatások felhasználásának szabályozása.

## Települések
Húszezer főnél nagyobb lakossággal rendelkező települések: Bukarest, Voluntari és Buftea.

## Külső hivatkozások
- Hivatalos honlapja